# Eremophila gilesii
Eremophila gilesii är en flenörtsväxtart som beskrevs av F Muell.. Eremophila gilesii ingår i släktet Eremophila och familjen flenörtsväxter. Inga underarter finns listade i Catalogue of Life.